# Diecezja Itabiry–Fabriciano

Regional CNBB Leste 2.

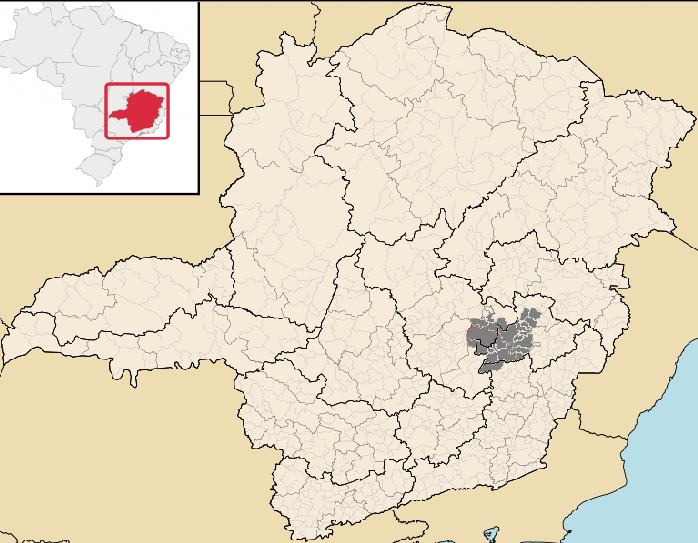
Diecezja Itabira–Fabriciano.

Diecezja Itabiry–Fabriciano (łac. Dioecesis Itabirensis-Fabriciannensis) – diecezja Kościoła rzymskokatolickiego w Brazylii. Należy do metropolii Mariana, wchodzi w skład regionu kościelnego Leste II. Została erygowana przez papieża Pawła VI bullą Haud inani w dniu 14 czerwca 1965 jako diecezja Itabira. W 1979 do nazwy diecezji dodano drugi człon – Fabriciano.